# Bīrāhgān
Bīrāhgān (persiska: بير آوگان, بير هَنگان, بيراهگان) är en ort i Iran.   Den ligger i provinsen Chahar Mahal och Bakhtiari, i den centrala delen av landet, 400 km söder om huvudstaden Teheran. Bīrāhgān ligger 2 171 meter över havet och antalet invånare är 195.
Terrängen runt Bīrāhgān är huvudsakligen bergig, men den allra närmaste omgivningen är kuperad.Runt Bīrāhgān är det glesbefolkat, med 14 invånare per kvadratkilometer. Närmaste större samhälle är Khūyeh-ye Soflá, 10,2 km nordväst om Bīrāhgān. Trakten runt Bīrāhgān består i huvudsak av gräsmarker.